# Храм Святих апостолів Петра і Павла (Липники)
Храм святи́х апо́столів Петра́ і Па́вла — культова споруда в селі Липники, Львівський район, Львівська область; належить до Львівської архиєпархії УГКЦ. Збудовано 1998 року за проектом архітектора Мирона Вендзиловича.

## Історія
Бажання мати свій храм у мешканців села Липники виникло ще у 1935 році, тоді українці що населяли Липники, готові були заплатити за церкву 600 золотих, перевізши її з села Стільсько, але польська окупаційна влада не дозволила цього зробити. На місці спорудження храму було встановлено фігуру, яку зруйнувала радянська окупаційна влада у 1958 році. Тому весь цей час мешканці села Липники змушені були ходити до найближчої церкви Покрови Пресвятої Богородиці в селі Поршна. Можливість побудови власного храму з’явилась лише на початку 1990-х років з приходом незалежності України та легалізацією Української греко-католицької церкви.
У 1991 році на території парафії побудовано дерев'яну каплицю і розпочато будівництво майбутнього храму, у 1998 році — освячено муровану церкву Святих апостолів Петра і Павла. Обряд освячення храму та Святу Літургію очолив Архієпископ і Митрополит Львівський УГКЦ владика Ігор Возьняк.
Храм святих апостолів Петра і Павла села Липники збудований за проектом українського архітектора родом з Лемківщини, багатолітнього викладача та завідувача кафедри проектування інтер'єрів Львівського державного інституту прикладного та декоративного мистецтва, професора Мирона Вендзиловича. Будівництво храму розпочалося у 1991 році з ініціативи парафіян села Липники та за кошти жертводавців. У 1998 році мурований храм було освячено. Першим парохом і будівничим церкви був отець-декан Пустомитівський — Володимир Біляєв.
У квітні 2000 року призначений парох о. Олексій Хілінський, у 2004—2007 — парох о. Тарас Крупач, а від 2007 року адмініструє на парафії о. Олексій Коростіль.
8 січня 2020 року — християни відзначають Собор Пресвятої Богородиці, славлячи гідність богоматеринства, з цієї нагоди в селі Липники відбулась пам'ятна подія — відкриття та освячення фігури Матері Божої. Церемонію освячення провів настоятель храму святих апостолів Петра і Павла отець Олексій Коростіль, який благословив усіх присутніх та побажав миру.
19 серпня 2022 року, стараннями родини Бекешів, преосвященний владика Іриней Білик ЧСВВ, Канонік Папської Базиліки Санта Марія Маджоре, привіз з Риму до храму свв. апп. Петра і Павла у с. Липники на постійне перебування мощі святих верховних апостолів Петра і Павла.

## Храм
У плані храм є хресто-купольним, що типово для церков східного обряду. Стилістикою тяжіє до давніх українських храмів княжого періоду, що були поширені на землях Київської держави. Проте архітектор надав храму нового сучасного звучання через несподівані архітектурні модулі, які надають споруді модерністичного вигляду. Храм традиційно складається зі святилища, бічних приміщень ризниці та паламарні, храму вірних з двома приділами та притвору. Із західного боку в інтер'єрі храму є також балкон або хори, піднятися на який можна двома сходовими клітинами. Масивний купол тримається на чотирьох бетонних стовпах-колонах. Внутрішній простір храму є добре освітленим через достатню кількість вікон, що розташовані в барабані купола, святилищі, храмі вірних та на хорах. Центральна частина храму творить форму квадрата. Бічні галереї та апсида мають півкруглу форму. Вікна також у формі витягнутих півкруглих арок — усі, за винятком центрального вікна на західній стіні та віконечок в паламарні та ризниці.
Церкву прикрашають дві вітражні композиції, перша — більша — знаходиться на хорах і зображає святих покровителів церкви апостолів Павла та Петра, друга — у святилищі — Євхаристійну Чашу. Обидві виконані у Львові в 1995 році. В інших вікнах не було вітражів, зате були лаконічні вставки кольорового скла у верхній частині віконної арки. З часом їх замінили простими пластиковими вікнами. Проект обох вітражів розробив український художник з Івано-Франківська, випускник 1990 року кафедри художнього скла ЛДІПДМ — Олександр Гороб'юк, виконали його майстри: Барановський Євген, Бегер Дмитро, Котур Роман, Милянич Андрій та Харькев Олексій, що разом представляли фірму «Беркут», директором якої був Бек Юрій (ці дані та рік і місце створення довідуємось з підпису в нижній частині композиції «Апостоли»).
Поліхромія храму виконана в техніці настінних розписів по сухій штукатурці акриловими фарбами. Розписи інтер'єру церкви виконувались у два етапи — перший у 2006 році та другий у 2011—2013 роках двома різними групами іконописців, які складались переважно з випускників кафедри сакрального мистецтва Львівської національної академії мистецтв. Розпис святилища виконаний у 2006 році, раніше, ніж інші стінописи, групою випускників кафедри сакрального мистецтва, а саме Дмитром Васильківим, Тетяною Знак та Уляною Гальчук (Ших). Перший проект розписів храму був колективним.
Взимку 2011 року для виконання розписів була запрошена група іконописців під керівництвом Андрія Сивака. Разом з ним над розписами церкви працювали Тарас Новак, Мирослав Півтораніс, Михайло Кіцак, Василь Сивак, Андрій Кириченко, Ярослав Федів та Володимир Кордіяка. Роботи над поліхромією були завершені 2013 року.
Стилістику храмової поліхромії в церкві святих апостолів Петра і Павла села Липники можна загально охарактеризувати як неовізантійську, оскільки вона продиктована мовою архітектури храму і підпорядкована їй.
21 липня 2013 року обряд освячення розписів храму здійснив владика Венедикт Алексійчук.

## Життя парафії
При храмі діє катехитичний клас, спільнота «Матері в молитві» та Вівтарна Дружина.
Парафія має власний хор, керівником якого є Христина Сало.
Щорічно перед святом Зіслання Святого Духа відбувається піша проща до або з сіл Поршна і Підсадки та нічні чування.